# 요코제정
요코제정(일본어: 横瀬町 요코제마치[*])은 일본 사이타마현 북서부에 있는 지치부군의 정이다. 부코산의 북쪽, 지치부 분지의 남동쪽 모퉁이에 위치한다.

## 지리
무코산 북쪽, 지치부 분지의 남동쪽 끝자락에 위치한다. 무코산에서 생산되는 석회암 광업이 주요 산업이다. 요코세역은 부코산 등산의 거점이기도 하며 특급열차도 정차한다. 마을의 캐릭터도 부코산을 모티브로 한 '부코상'이라고 한다.
정의 대부분은 깊은 산지이다. 마을의 북서쪽을 흐르는 요코세강 유역에 평지가 있고, 그곳이 정사무소도 있는 중심부이다. 정사무소에서 인근 지치부시 시가지까지는 직선으로 1.5km 정도이며, 지치부시로의 출퇴근률은 34.5%이다. 마을 내에는 큰 상점도, 병원도, 고등학교도 없어 마을 주민 생활의 대부분은 지치부시에 의존하고 있다.
정내에는 23개의 소도시가 있으며, 지역 전체가 1~23의 숫자와 구 명칭을 사용하고 있다.
(예)요코세정 오아자 요코세코자 1구 ○○번지
- 요코세 지구: 1~17, 23구
- 아시가쿠보 지구: 18~22구

## 역사
- 1955년 2월 11일 - 요코제촌과 아시가쿠보촌이 합병해 요코제촌이 되었다.
- 1984년 10월 1일 - 정으로 승격해 요코제정이 되었다.

## 인구
| 연도 | 인구   | ±%     |
| ---- | ------ | ------ |
| 1920 | 5,616  | —      |
| 1930 | 6,345  | +13.0% |
| 1940 | 6,359  | +0.2%  |
| 1950 | 7,196  | +13.2% |
| 1960 | 7,163  | −0.5%  |
| 1970 | 8,090  | +12.9% |
| 1980 | 9,511  | +17.6% |
| 1990 | 10,073 | +5.9%  |
| 2000 | 9,782  | −2.9%  |
| 2010 | 9,037  | −7.6%  |

## 교통

### 철도
- 세이부 철도 지치부선

### 도로
- 국도 299호선

## 출신 인물
- 가와야나기 센류 (만담가)